# 考拉喬尼·蓋爾蓋伊
（發音：[ˈkɒraːt͡ʃoɲ ˌɡɛrɡɛj ˌsilvɛstɛr]；1975年6月11日—）是匈牙利政治學者和從政者。畢業於羅蘭大學政治系，他於2010年至2014年擔任國民議會議員。原隸屬政治能夠不同。2013年加入新政黨為匈牙利對話。2014年當選布达佩斯第十四区首長。2019年10月當選布达佩斯市長。
2019年12月16日，考拉乔尼與布拉格市長茲德涅克·賀吉普、布拉迪斯拉發市長馬特斯·瓦洛及華沙市長拉法·特扎斯科夫斯基在布達佩斯的中歐大學簽署《自由城市公約》。
作為反總理奧班·維克多的領導人物，他為譴責奧班與涉嫌侵犯人權的北京合作，在布達佩斯設立復旦大學分校，因而將校址附近4條街道分列改名「光復香港道」、「达赖喇嘛道」、「維吾爾烈士徑」和「謝仕光主教道」。他亦代表三個政黨在2021年反對派初選中爭取成為總理候選人。